# Fritz Spannagel
Fritz Spannagel (* 13. August 1891 in Basel; † 21. Mai 1957 in Ittendorf) war ein deutscher Architekt, Hochschullehrer und Autor von Fachbüchern.

## Werdegang
Fritz Spannagel wuchs in Freiburg im Breisgau auf. Er besuchte dort die Oberrealschule, nach deren Abschluss er eine Schreinerlehre begann. Nach dem erfolgreichen Abschluss der Schreinerlehre besuchte er die Kunstgewerbeschule Nürnberg und die Kunstgewerbeschule München. Anschließend studierte er als Gasthörer an der Technischen Hochschule München, unter anderen bei dem Architekten und Stadtplaner Theodor Fischer (1862–1938), zu dessen Schülern bereits Architekten wie Richard Riemerschmid (1868–1957) oder Bruno Taut (1880–1938) zählten. Fischer gehörte 1907 zu den Mitbegründern des Deutschen Werkbundes und beteiligte sich an der Entstehung der Gartenstadt in Hellerau.
Nach dem Studium leitete Spannagel für acht Monate das Zeichenbüro der Deutsche Werkstätten Hellerau, ehe er für zwei Jahre als Assistent von Adelbert Niemeyer (1867–1932) in dessen Werkstatt in München arbeitete. Niemeyer war ein Mitbegründer der Münchener Secession und des Deutschen Werkbundes. Er und Fischer prägten maßgeblich Spannagels Ausbildung zum Architekten.
Von September 1914 bis März 1916 diente Fritz Spannagel als Kriegsfreiwilliger. Nach dem Ausscheiden aus dem Militärdienst ließ er sich 1917 als selbstständiger Architekt in München nieder. In den folgenden zwei Jahre gestaltete er vor allem Wohnhäuser, Siedlungs- und Innenausbauten in München, Überlingen und Karlsruhe.
Von 1920 bis 1928 lehrte Spannagel als Professor der Fachklasse für Architektur an der Landeskunstschule Karlsruhe. Er schrieb zahlreiche Bücher zur Holzbearbeitung, insbesondere auch zum Drechslerhandwerk, von denen einige heute als Reprint vorliegen. Werke Spannagels waren in der Ausstellung 20er Jahre in Karlsruhe der Städtischen Galerie Karlsruhe zu sehen. Neben seiner Lehrtätigkeit war Spannagel auch als selbstständiger Architekt tätig. So entwarf er beispielsweise im Jahr 1928 Pläne für die Wohnanlage Rosengartenblock in Heidelberg im Stil der Neuen Sachlichkeit.
Seit dem 1. Oktober 1928 leitete Fritz Spannagel die Höhere Fachschule für Möbelbau und Innenarchitektur der Stadt Berlin, die aus der ehemaligen Tischlerfachschule Berlin hervorgegangen war und deren internationales Renommee unter Spannagels Leitung rasch anstieg. Außerdem betätigte sich Spannagel als ehrenamtlicher Inspektor sämtlicher Kunstgewerbeschulen in Preußen. Er engagierte seinen ehemaligen Karlsruher Schüler Karl Nothhelfer (1900–1980), der bis 1945 als Fachlehrer in Berlin wirkte und sich als Autor von Fachliteratur einen Namen machte. 1929 initiierte Fritz Spannagel die Ausstellung Billiges schönes Wohnen, die Publikum und Fachpresse gleichermaßen begeisterte. Während der Sommerschau von 1932 zu dem Thema Sonne, Luft und Haus für alle zeigte er auch Entwürfe von Walter Gropius (1883–1969) und Eugen Eiermann (1904–1970). Spannagels Tätigkeit an der Höheren Fachschule für Möbelbau und Innenarchitektur galt als zukunftsweisend, er war fachlich unangreifbar bei der Erneuerung des Fachschullehrplanes und erhielt deswegen viel Lob von der Fachwelt.
Infolge gezielter Denunziationen innerhalb des Fachlehrerkollegiums, aber auch von konkurrierenden Architekten, fiel er als Nichtmitglied der NSDAP nach dem 30. Januar 1933 schnell in Misskredit bei den neuen Machthabern. Bereits im April 1933 wurde er von seinen Ämtern enthoben und nach vergeblichen Rehabilitationsversuchen im April 1934 in den Ruhestand versetzt.
Spannagel zog sich daraufhin in sein Haus in Hödingen am Bodensee zurück. Er arbeitete wieder als Architekt und betätigte sich als Fachautor für Zeitschriften für Möbelbau und Innenarchitektur, Schreinerei und Kunsthandwerk. Außerdem intensivierte Spannagel seine Kontakte zu dem Verleger Otto Maier (1891–1952) aus Ravensburg, dessen Wohnhaus er als Architekt entworfen hatte und in dessen Verlag er seit 1933 seine Fachbücher veröffentlichte. So entstand beispielsweise während des Zweiten Weltkriegs das umfassende Werk Die Bauschreinerei, das er Heinrich Tessenow (1876–1950) widmete. Seine wichtigste Veröffentlichung war das 1936 erstmals verlegte Fachbuch Der Möbelbau, das bis heute ein wichtiges Standardwerk für Tischler ist und das 1946 als spanische Ausgabe erschien, sodass Fritz Spannagel bis heute als Fachautor in Südamerika geschätzt wird. In Deutschland erschien Der Möbelbau bis 1954 in zehn Auflagen, die 22. Auflage von 2018 ist ein unveränderter Nachdruck der 10. Auflage.

## Bedeutung
Spannagels Erfolg beruhte hauptsächlich auf seine Fähigkeit, das Wesentliche klar hervorzuheben und in einfacher, verständlicher Form praxisnah zu schildern und darzustellen. Es gelang ihm handwerkliche Praxis mit umfassender Theorie zu verbinden. Er wünschte sich einerseits eine Rückbesinnung auf handwerkliche Qualitäten und Werte, andererseits einen Wandel im zeitgenössischen Möbelbau, der von einer übermächtigen Möbelindustrie dominiert wurde, gegen die sich das traditionelle Handwerk schwer behaupten konnte. Spannagel verstand seine Publikationen als einen Beitrag zur Stärkung des Handwerks.
In diesem Sinn wird er als Traditionalist gewertet, der eher sparsam und wenig innovativ gestaltete, kostspieligen Aufwand und umständliche Ausformungen vermied und vor allem solid verarbeitetes Material, schlichte Formen und sorgfältige räumliche Ausstattung anstrebte. Fritz Spannagel befürwortete den Möbelbau im Stil der „Neuen Sachlichkeit“, vor allem die Entwürfe von Ferdinand Kramer (1898–1985) oder Adolf Gustav Schneck (1883–1971). Er zählte neben Henry van de Velde (1863–1957), Bruno Paul (1874–1968), Josef Hoffmann (1870–1956), Peter Behrens (1868–1940) und Erich Dieckmann (1896–1944) zu den bedeutendsten Möbelgestalter und Innenarchitekten seiner Zeit.

## Veröffentlichungen
- Leichte Holzarbeiten. Otto Maier Verlag, Ravensburg 1933.
- Der Möbelbau. Otto Maier Verlag, Ravensburg 1936.
- Unsere Wohnmöbel. Otto Maier Verlag, Ravensburg 1937.
- Das Drechslerwerk. Otto Maier Verlag, Ravensburg 1940.
- Gedrechselte Geräte. Otto Maier Verlag, Ravensburg 1941.
- Der junge Schreiner. Otto Maier Verlag, Ravensburg 1949.
- Die Bauschreinerei – Türen und Tore. Otto Maier Verlag, Ravensburg 1949.